# Yoda1
Yoda1 — это малая молекула, которая является агонистом Пьезо1 (PIEZO1) — порообразующей субъединицы механически активируемого кальциевого ионного канала. Предполагается что Yoda1 действует как молекулярный клин, способствующий вызванным механическим воздействием конформационным изменениям механосенсорного домена, что эффективно снижает механический порог активации канала.
Агонизм PIEZO1 может быть улучшен путем модификации Yoda1 4-бензойной кислотой с получением продукта названного Yoda2.
Получены также другие активаторы Piezo1, в частности Jedi1 и Jedi2, которые не имеют структурного сходства с Yoda1 и имеют лучшую растворимость в воде. Они также отличаются от Yoda1 по механизму активации PIEZO1. В частности, они быстрее его активируют, но при этом их эффект и быстрее заканчивается, в то время как Yoda1, активировал медленнее, но его действие было более продолжительным. Совместное применение Jedi1 и Yoda1 вызывало синергетический эффект в усилении токов воздействия Piezo1.
Yoda1 вызывает эндотелий-зависимое расслабление в грудной аорте мыши, стимулируя посредством эндотелия выработку NO. В главных маточных артериях, находящихся под давлением, фармакологическая активация Piezo1 с помощью Yoda1 вызывала почти максимальную вазодилатацию и была связана со значительным увеличением внутриклеточной концентрации Ca2+ в листах эндотелиальных клеток.
Обнаружено, что активация каналов Piezo1 с помощью Yoda1 увеличивает скорость кальцификации в гладкомышечных клетках аорты человека, в то время как ингибитор Piezo1 Dooku1 ингибирует вызванный Yoda1 процесс кальцификации.
Активация канала Piezo1, путем терапии с помощью Yoda1, играет решающую роль в остеогенезе и ангиогенезе. В частности Yoda1 способствует ускорению регенерации костей, а также скелетных мышц.
Пьезо1-каналы подавляют воспаление 2-го типа, вызванное врожденными лимфоидными клетками группы 2 (ILC2), в легких. Агонист Piezo1 Yoda1 уменьшает воспаление легких, вызванное ILC2, и ослабляет развитие гиперреактивности бронхов. Активация Piezo1 при лечении Yoda1 (в форме ингаляций) может стать новым терапевтическим подходом для лечения аллергической астмы, вызванной ILC2.